# Sean McClory
Sean Joseph McClory (Dublino, 8 marzo 1924 – Hollywood Hills, 10 dicembre 2003) è stato un attore irlandese.
Ha recitato in oltre 40 film dal 1947 al 1987 ed è apparso in oltre 90 produzioni televisive dal 1952 al 1993. È stato accreditato anche con i nomi Sean McGlory e Shawn McGlory.

## Biografia
Sean McClory nacque a Dublino, in Irlanda, l'8 marzo 1924. Dopo essersi trasferito negli Stati Uniti, debuttò nel cinema dalla fine degli anni 40 in alcuni ruoli non accreditati.
Si dedicò poi a una lunga carriera televisiva, dando vita a numerosi personaggi per varie serie, tra cui Jack McGivern in 39 episodi della serie The Californians (1957-1958), The O'Mara in due episodi della serie Overland Trail (1960), Finn in un doppio episodio della serie Gli uomini della prateria (1964), Pat Murphy in un doppio episodio della serie Il grande teatro del west (1969) e Myles Delaney in 6 dei 17 episodi della serie L'uomo di Singapore (1982). Dagli anni cinquanta agli anni novanta continuò a collezionare numerose presenze in decine di serie televisive come guest star o personaggio minore.
La sua carriera cinematografica si compone di diverse interpretazioni, tra cui quelle di Charleworth Doone in La dinastia dell'odio (1951), Bamtasbois in I miserabili (1952), Jack Stuydevant in Destino a tre volti (1953), Jefferson in I saccheggiatori del sole (1953), il maggiore Kibbee in Assalto alla terra (1954), Elzevir Block in Il covo dei contrabbandieri (1955), il conte Michel Montgomery in Diana la cortigiana (1956), Edward White, Sr. in I ragazzi di Camp Siddons (1966) e Jammer Delany in Roller Boogie (1979), e doppiò un personaggio in una breve ruolo in Mary Poppins (1964).
Per la televisione, la sua ultima interpretazione risale all'episodio Dead Man's Gold della serie televisiva La signora in giallo, trasmesso il 9 novembre 1986, in cui diede vita al personaggio di Ross Barber, mentre per il grande schermo l'ultimo ruolo affidatogli fu quello di Mr. Grace in The Dead - Gente di Dublino del 1987.
Morì a Hollywood Hills, in California, il 10 dicembre 2003.

## Filmografia

### Attore

#### Cinema
- Dick Tracy's Dilemma, regia di John Rawlins (1947)
- Dick Tracy e il gas misterioso (Dick Tracy Meets Gruesome), regia di John Rawlins (1947)
- Codice d'onore (Beyond Glory), regia di John Farrow (1948)
- Donne di frontiera (Roughshod), regia di Mark Robson (1949)
- The Daughter of Rosie O'Grady, regia di David Butler (1950)
- Lo zoo di vetro (The Glass Menagerie), regia di Irving Rapper (1950)
- La setta dei tre K (Storm Warning), regia di Stuart Heisler (1951)
- La dinastia dell'odio (Lorna Doone), regia di Phil Karlson (1951)
- Davide e Betsabea (David and Bathsheba), regia di Henry King (1951)
- Rommel, la volpe del deserto (The Desert Fox: The Story of Rommel), regia di Henry Hathaway (1951)
- La regina dei pirati (Anne of the Indies), regia di Jacques Tourneur (1951)
- Un uomo tranquillo (The Quiet Man), regia di John Ford (1952)
- Uomini alla ventura (What Price Glory), regia di John Ford (1952)
- I miserabili (Les Miserables), regia di Lewis Milestone (1952)
- Uomini senza paura (Face to Face), regia di John Brahm, Bretaigne Windust (1952)
- Destino a tre volti (Charade), regia di Roy Kellino (1953)
- Niagara, regia di Henry Hathaway (1953)
- La marcia del disonore (Rogue's March), regia di Allan Davis (1953)
- I deportati di Botany Bay (Botany Bay), regia di John Farrow (1953)
- I saccheggiatori del sole (Plunder of the Sun), regia di John Farrow (1953)
- L'isola nel cielo (Island in the Sky), regia di William A. Wellman (1953)
- La mano nell'ombra (Man in the Attic), regia di Hugo Fregonese (1953)
- The Child, regia di James Mason (1954)
- Assalto alla terra (Them!), regia di Gordon Douglas (1954)
- Il circo delle meraviglie (Ring of Fear), regia di James Edward Grant (1954)
- La lunga linea grigia (The Long Gray Line), regia di John Ford (1955)
- G men: evaso 50574 (I Cover the Underworld), regia di R.G. Springsteen (1955)
- Il covo dei contrabbandieri (Moonfleet), regia di Fritz Lang (1955)
- Il ladro del re (The King's Thief), regia di Robert Z. Leonard (1955)
- Diana la cortigiana (Diane), regia di David Miller (1956)
- Il forte delle amazzoni (The Guns of Fort Petticoat), regia di George Marshall (1957)
- Valley of the Dragons, regia di Edward Bernds (1961)
- Mary Poppins, regia di Robert Stevenson (1964)
- Il grande sentiero (Cheyenne Autumn), regia di John Ford (1964)
- Mara of the Wilderness, regia di Frank McDonald (1965)
- I ragazzi di Camp Siddons (Follow Me, Boys!), regia di Norman Tokar (1966)
- The Gnome-Mobile, regia di Robert Stevenson (1967)
- Il pirata del re (The King's Pirate), regia di Don Weis (1967)
- Il più felice dei miliardari (The Happiest Millionaire), regia di Norman Tokar (1967)
- Bandolero!, regia di Andrew V. McLaglen (1968)
- The Day of the Wolves, regia di Ferde Grofé Jr. (1971)
- Roller Boogie, regia di Mark L. Lester (1979)
- È il mio chauffeur e io la sposo (My Chauffeur), regia di David Beaird (1986)
- The Dead - Gente di Dublino (The Dead), regia di John Huston (1987)

#### Televisione
- Fireside Theatre – serie TV, un episodio (1952)
- Cavalcade of America – serie TV, un episodio (1953)
- General Electric Theater – serie TV, 2 episodi (1953)
- Four Star Playhouse – serie TV, un episodio (1954)
- Medic – serie TV, un episodio (1954)
- Lux Video Theatre – serie TV, un episodio (1954)
- Frontier – serie TV, un episodio (1955)
- Matinee Theatre – serie TV, un episodio (1955)
- Alfred Hitchcock presenta (Alfred Hitchcock Presents) – serie TV, 2 episodi (1956-1959)
- Celebrity Playhouse – serie TV, episodio 1x35 (1956)
- Telephone Time – serie TV, episodio 1x08 (1956)
- Climax! – serie TV, episodio 2x45 (1956)
- Broken Arrow – serie TV, un episodio (1956)
- 77º Lancieri del Bengala (Tales of the 77th Bengal Lancers) – serie TV, episodio 1x10 (1956)
- The Californians – serie TV, 37 episodi (1957-1958)
- The 20th Century-Fox Hour – serie TV, episodio 2x11 (1957)
- The Adventures of Jim Bowie – serie TV, 2 episodi (1957)
- The Restless Gun – serie TV, episodio 1x13 (1957)
- Richard Diamond (Richard Diamond, Private Detective) – serie TV, un episodio (1958)
- The Frank Sinatra Show – serie TV, un episodio (1958)
- Colgate Theatre – serie TV, un episodio (1958)
- I racconti del West (Zane Grey Theater) – serie TV, un episodio (1958)
- Have Gun - Will Travel – serie TV, episodio 2x13 (1958)
- Steve Canyon – serie TV, un episodio (1958)
- Westinghouse Desilu Playhouse – serie TV, episodio 1x17 (1959)
- Alcoa Presents: One Step Beyond – serie TV, un episodio (1959)
- Avventure in paradiso (Adventures in Paradise) – serie TV, 2 episodi (1960-1961)
- The Man from Blackhawk – serie TV, un episodio (1960)
- Ricercato vivo o morto (Wanted: Dead or Alive) – serie TV, episodio 2x21 (1960)
- Overland Trail – serie TV, 2 episodi (1960)
- June Allyson Show (The DuPont Show with June Allyson) – serie TV, episodio 1x24 (1960)
- Carovane verso il west (Wagon Train) – serie TV, un episodio (1960)
- The Islanders – serie TV, un episodio (1960)
- Le grandi fiabe (Shirley Temple's Storybook) – serie TV, un episodio (1960)
- The Rifleman – serie TV, 2 episodi (1961-1962)
- Perry Mason – serie TV, 3 episodi (1961-1964)
- Disneyland – serie TV, 4 episodi (1961-1965)
- Carovana (Stagecoach West) – serie TV, episodio 1x16 (1961)
- Le leggendarie imprese di Wyatt Earp (The Life and Legend of Wyatt Earp) – serie TV, un episodio (1961)
- Surfside 6 – serie TV, episodio 1x33 (1961)
- The Dick Powell Show – serie TV, episodio 1x13 (1961)
- Bronco – serie TV, un episodio (1961)
- Bonanza – serie TV, 2 episodi (1962-1963)
- Tales of Wells Fargo – serie TV, un episodio (1962)
- Scacco matto (Checkmate) – serie TV, episodio 2x21 (1962)
- I detectives (The Detectives) – serie TV, episodio 3x21 (1962)
- Laramie – serie TV, un episodio (1962)
- Thriller – serie TV, 2 episodi (1962)
- Gli intoccabili (The Untouchables) – serie TV, 2 episodi (1962)
- Lassie – serie TV, un episodio (1962)
- Dakota (The Dakotas) – serie TV, episodio 1x15 (1963)
- G.E. True – serie TV, episodio 1x32 (1963)
- L'amico Gipsy (The Littlest Hobo) – serie TV, un episodio (1963)
- La grande avventura (The Great Adventure) – serie TV, episodio 1x05 (1963)
- Gli uomini della prateria (Rawhide) – serie TV, episodi 7x07-7x08 (1964)
- The Outer Limits – serie TV, un episodio (1964)
- Daniel Boone – serie TV, 3 episodi (1965-1969)
- Death Valley Days – serie TV, 2 episodi (1965-1970)
- Il virginiano (The Virginian) – serie TV, 3 episodi (1965-1971)
- Il mio amico marziano (My Favorite Martian) – serie TV, un episodio (1965)
- Polvere di stelle (Bob Hope Presents the Chrysler Theatre) – serie TV, un episodio (1965)
- Convoy – serie TV, episodio 1x05 (1965)
- Honey West – serie TV, episodio 1x09 (1965)
- Daktari – serie TV, episodio 1x04 (1966)
- Iron Horse – serie TV, episodio 1x04 (1966)
- The Monroes – serie TV, un episodio (1966)
- Tarzan – serie TV, episodio 1x21 (1967)
- Lost in Space – serie TV, un episodio (1967)
- Tre nipoti e un maggiordomo (Family Affair) - serie TV, episodio 2x05 (1967)
- Mannix – serie TV, un episodio (1967)
- Lancer – serie TV, episodio 1x01 (1968)
- Sui sentieri del West (The Outcasts) – serie TV, episodio 1x12 (1969)
- Ai confini dell'Arizona (The High Chaparral) - serie TV, episodio 2x18 (1969)
- Il grande teatro del west (The Guns of Will Sonnett) – serie TV, 2 episodi (1969)
- The Beverly Hillbillies – serie TV, un episodio (1969)
- Gunsmoke – serie TV, 2 episodi (1970-1974)
- Kate McShane – serie TV, un episodio (1975)
- S.W.A.T. – serie TV, un episodio (1975)
- La casa nella prateria (Little House on the Prairie) – serie TV, un episodio (1976)
- The New Daughters of Joshua Cabe – film TV (1976)
- Captains and the Kings (1976)
- Poliziotto di quartiere (The Blue Knight) – serie TV, un episodio (1976)
- Militari di carriera (Once an Eagle)– miniserie TV, un episodio (1977)
- Fish – serie TV, un episodio (1978)
- Alla conquista del West (How the West Was Won) - serie TV (1978)
- Colombo (Columbo) – serie TV, episodio 7x05 (1978)
- Battaglie nella galassia (Battlestar Galactica) – serie TV, un episodio (1978)
- General Hospital – serie TV, un episodio (1980)
- Trapper John (Trapper John, M.D.) – serie TV, un episodio (1981)
- Strike Force – serie TV, un episodio (1982)
- L'uomo di Singapore (Bring 'Em Back Alive) – serie TV, 6 episodi (1982)
- Fantasilandia (Fantasy Island) – serie TV, un episodio (1983)
- Simon & Simon – serie TV, un episodio (1983)
- Falcon Crest – serie TV, un episodio (1985)
- La signora in giallo (Murder, She Wrote) - serie TV, episodio 3x06 (1986)
- Body Bags - Corpi estranei (Body Bags) – film TV (1993)

### Regista
- The Californians – serie TV, 2 episodi (1958)

## Doppiatori italiani
Nelle versioni in italiano delle opere in cui ha recitato, Sean McClory è stato doppiato da:
- Bruno Persa ne Il covo dei contrabbandieri
- Pino Locchi ne Il forte delle amazzoni
- Renato Mori in La Gnomo-mobile
- Giuseppe Fortis in Kate McShane
- Paolo Lombardi in La signora in giallo
- Sandro Pellegrini in The Dead - Gente di Dublino